# Dirkanje z vozovi
Dirkanje z vozovi ali harmatodromija (Grško: ἁρματοδρομία) je bil zelo priljubljen šport v grško-rimski antiki.
Svoj največji razcvet je šport dosegel po gradnji velikih hipodromov v Rimu, Solunu in Carigradu. Takrat je to postalo nekaj več kot šport, postalo je pomemben družbeni pojav, ki je vplival tako na pretok denarja skozi storitvene dejavnosti in politična gibanja v državi. Tovrsten šport je bil v družbi podobno pomemben, kot je danes nogomet, podobno kot ima današnji nogomet klube in navijače, je to veljalo tudi za harmatodromijo v rimskem imperiju.

## Konstantinopelski klubi
V vzhodnem rimskem imperiju so prepovedali gladiatorske boje zaradi sprejetja krščanskih vrednot, zato so dirke z vozovi postale zelo priljubljene. Razvili so se športni klubi in navijaške skupine, ki so bile zelo pomemben del javne kulture, mode, in političnega življenja Bizanca.
Glavni štirje klubi Konstantinopla so bili modri (venetoi), zeleni (praisinoi), beli (lefkoi), in rdeči (rosioi). To so bili mestni klubi, ki so imeli svoje podružnice tudi v drugih območjih imperija. Navijači so kazali naklonjenost posameznemu klubu tako, da so se oblekli v oblačila barve določenega kluba. Postopoma so se navijaške skupine povezale v ljudske politične stranke in postale zelo vplivne.
Dolžnost cesarja je bila, da je skupaj z državljani gledal konjske dirke, na katerih so imeli državljani pravico javno nagovoriti cesarja v loži. Cesar se je bil dolžan pogajati z državljani, in ni smel kazati arogance, vendar se mnogi cesarji tega niso držali. Pogosto so množico pregnali z vojsko ali celo pobijali, saj je prihajalo do uporov in političnih trenj v odnosu do cesarja in med samimi navijači. Najbolj kontroverzna je Justinijanova zadušitev upora Nika na hipodromu.
Cesar je bil odgovoren tudi za financiranje konjskih dirk, sam pa je navadno izkazal naklonjenost enemu izmed klubov.

## Navijači in Športniki
Športniki so bili maloštevilni in uživali velik družbeni ugled, prihajali so iz vseh koncev države in pogosto niso bili navezani na klub v katerega so se včlanili, pogosto so tega zamenjali. Zmagovalci na dirkah so bili deležni velikih časti, posvečali so jim slavospeve in hvalnice v verzih, ter omogočali triumfalne procesije po hipodromu in skozi mesto podobno kot cesarjem, ki bi se vrnili z zmagovitega bojnega pohoda. Številni verzirani slavospevi konstantinopelskim dirkačem so ohranjeni vklesani v kamne hipodroma.
Navijači posameznega kluba (Demes) so za razliko od dirkačev bili do skrajnosti predani samo svojemu klubu kot današnji ultrasi. Iz opisov izvemo, da so bili to mladi ljudje, ki so zelo uživali v nasilju in fanatični pripadnosti do svojega kluba. Pomembno so vplivali na modo tistega časa, saj so se ponašali s tuniko v barvi svojega kluba in nosili modne dodatke ter se urejali v slogu svojega kluba, tako so nekateri izstopali po nošenju frfotajočih rokavov, drugi "hunskih pričesk" in tretji neobritih brad v perzijskem slogu. Pogosto so se nakičili, arogantno vedli in iskali priložnost pretepa z nasprotnim klubom. Najpogostejši kraj za pretep je bil na hipodromu, kjer so se člani različnih klubov pretepali kdo bo sedel bližje cesarski loži, pogosto pa so se nemiri prenesli tudi na ulice.
Hkrati so navijaške skupine bile močne in dobro organizirane ljudske politične stranke, ki so izoblikovale jasna stališča in pogosto od cesarja javno zahtevale reforme. Navijaški klubi so bili vplivni v političnem, vojaškem in cerkvenem aspektu; pogosto so njihovi člani dosegli visoke politične funkcije, ali vplivali na funkcionarje.

## Zgodovina konstantinopelske Harmatodromije
Največji razcvet Carigrajskih navijaških skupin in konjskih dirk je potekal v šestem in sedmem stoletju našega štetja.
Po tem obdobju je politična moč navijaških skupin zamrla, vendar so dirke z vozovi ostale priljubljen šport vse do leta 1204, ko je bil hipodrom uničen s strani četrtega križarskega pohoda. Poleg dirk z vozovi so v 12. stoletju na hipodromu uprizarjali tudi imitacijo viteških iger kot prikaz za grško-rimsko prebivalstvo mesta eksotične kulture zahodnjakov, ki so jih Rimljani imenovali "Franki" ne glede na narodnostno pripadnost.
Po izropanju v križarskem pohodu je hipodrom ležal v ruševinah, ruševine so delno odstranili Osmani in na porušenem hipodromu uprizarjali obrede obrezovanja Osmanskih prestolonaslednikov.